# Robert-Magny-Laneuville-à-Rémy
Robert-Magny-Laneuville-à-Rémy è un comune francese soppresso di 312 abitanti situato nel dipartimento dell'Alta Marna nella regione del Grand Est. Il 1º gennaio 2012 è stato scisso in due unità distinte, Robert-Magny e Laneuville-à-Rémy.

## Società

### Evoluzione demografica
Abitanti censiti